# Matthias Kraus
Matthias Kraus (* 18. Februar 1671 in Kelheim, Bayern; † 17. März 1706 ebenda) war gelernter Metzger.

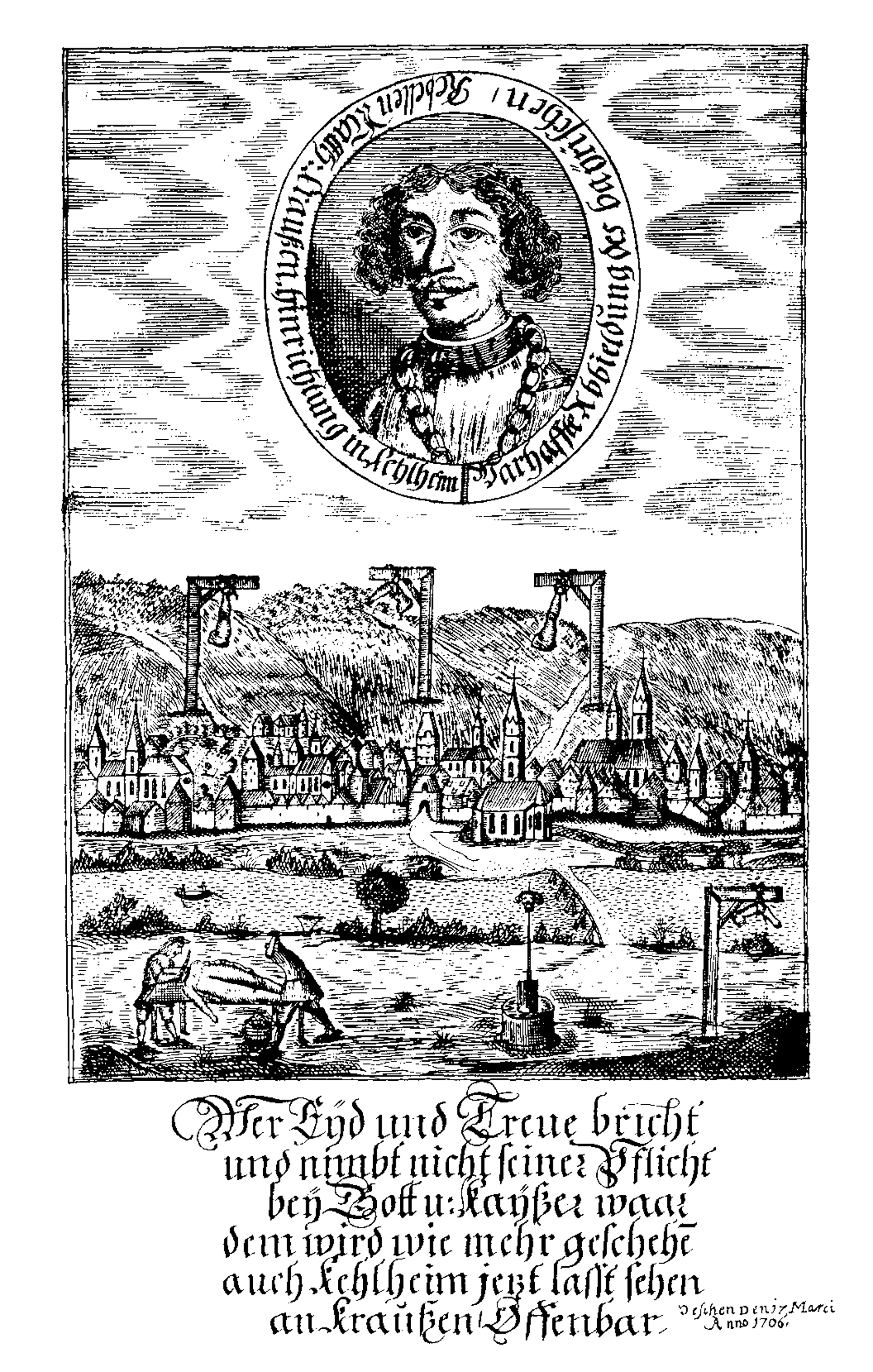
Österreichisches „Abschreckungsflugblatt“ aus dem Jahre 1706: Die Enthauptung und Vierteilung des Matthias Kraus zu Kelheim

Bekannt in der bayerischen Geschichte ist der Metzgermeister durch den so genannten Krausaufstand in Kelheim. Die Stadt war ab 1704 unter österreichischer Besatzung. Der Unmut über die Bedrückung durch die Österreicher nahm stets zu, es kam zu Unruhen. Als die Kelheimer Jugend zum Waffendienst für Österreichs Fahnen aufgerufen wurde, flohen und versteckten sich viele. Auch die Plünderungen von Kelheim und des nahegelegenen Riedenburg im selben Jahr durch österreichische Soldaten heizte die Stimmung weiter auf. Aus diesem Grunde plante Matthias Kraus mit Unterstützung seiner Familienangehörigen in Riedenburg (diese waren dort Kaufleute und Räte/Bürgermeister), den Aufstand im Bereich des Altmühltales und der Donau zu entfachen.
Am 15. November 1705 scheiterte ein Überfall auf die Besatzung in Kelheim. Kraus floh nach Braunau in das Hauptquartier der Landesverteidigung (siehe Braunauer Parlament). Mit 200 Mann, dem Hauptmannspatent (er bezeichnete sich fortan als „Kommandant“) und einem Patent zur Verteidigung der „Donaulinie“ kehrte er in der Nacht auf den 13. Dezember 1705 zurück, nahm zuerst die Ortschaft Langquaid, wo sich ihm weitere Aufständische anschlossen, und verlangte dann von der Kelheimer Bürgerschaft Unterstützung. Wegen Verrats durch den Kelheimer Stadtschreiber, einen Österreicher, war seine  Herrschaft jedoch nur von kurzer Dauer. Schon nach vier Tagen waren kaiserliche Truppen vor den Toren und forderten die Übergabe der Stadt. Kraus wollte sich verteidigen, entgegen dem Willen einer großen Anzahl der Bürger. So wurde ihm in Verhandlungen mit den Österreichern ein ehrenvoller Abzug gestattet und den Bürgern Gnade gewährt. Doch beim Öffnen des Stadttores (Mittertor) brachen die Österreicher den Vertrag, die kaiserlichen Truppen fielen über die Kelheimer Bürger her, plünderten und töteten mindestens 200 von ihnen.
Matthias Kraus wurde am 20. Dezember 1705 nach Gefangenschaft im Neuen Schloss in Ingolstadt zum Tode verurteilt, das Urteil wurde am 17. März 1706 durch Enthauptung und Vierteilung in Kelheim vollstreckt. Seine Angehörigen in Riedenburg nahmen seine Witwe Klara mit den gemeinsamen Kindern auf, bis sie sich neu verehelichte. Die Familie Kraus bestimmte über Generationen hinweg die Geschicke des Ortes Riedenburg als Räte und Amtsbürgermeister.
Nach dem Abzug der österreichischen Besatzungsmacht am Ende des Spanischen Erbfolgekrieges und der Rückkehr von Kurfürst Max Emanuel nach Bayern würdigte dieser in dem 1719 anlässlich des Abschlusses des Burgfriedens errichteten Brief die „allzeit erzeugte Treue“ des Matthias Kraus von Kelheim und deren Nützlichkeit für das Land Bayern. Ein Erinnerungsbild von Kraus mit seinen Mitkämpfern findet man an der Innenseite des Mittertors. In den Parkanlagen beim Wöhrdplatz ist ihm ein Denkmal mit Brunnen gewidmet. Auch an seinem Geburtshaus in der Matthias-Kraus-Gasse befindet sich eine Gedenktafel.
Im Gegensatz zu dem bekannten Aufständischen des Oberlandes, dem sog. „Schmied von Kochel“, ist die historische Existenz des Matthias Kraus eindeutig nachgewiesen.
Siehe auch: Bayerische Volkserhebung